# Rubén Cano
Rubén Andrés Cano Martínez (* 5. Februar 1951 in San Rafael, Argentinien) ist ein ehemaliger argentinisch-spanischer Fußballspieler.

## Karriere

### Verein
Cano wurde als Sohn spanischer Eltern in Argentinien geboren. Er begann seine Profikarriere 1970 beim Club Atlético Atlanta in Buenos Aires.
1974 wechselte er nach Spanien in die Primera División zum FC Elche. Er gab sein Debüt in der ersten spanischen Liga am 14. September 1974 beim 1:0-Heimsieg gegen Atlético Madrid. Zu diesem Klub wechselte Cano zur Saison 1976/77. In seiner ersten Saison bei Atlético trug er mit 20 Saisontoren wesentlich zum Gewinn der Meisterschaft bei. In den beiden folgenden Spielzeiten bildete Cano mit dem ebenfalls aus Argentinien stammenden Rubén Ayala ein erfolgreiches Sturmduo.
Nach nur 12 Einsätzen in der Saison 1981/82, in denen er lediglich ein Tor erzielte, verließ der mittlerweile 31-jährige Cano Atlético und schloss sich dem CD Teneriffa in der dritten Liga an. Er verhalf dem kanarischen Klub in seiner ersten Saison zum Aufstieg in die Segunda División und blieb für zwei weitere Spielzeiten auf der Insel. 1985 wechselte Cano zum Ligakonkurrenten Rayo Vallecano, bei dem er seine Karriere 1987 im Alter von 36 Jahren beendete.

### Nationalmannschaft
Cano debütierte am 16. September 1977 beim 0:1 gegen Rumänien im Qualifikationsspiel zur Weltmeisterschaft 1978 in Argentinien in der spanischen Nationalmannschaft.
Nach der erfolgreichen Qualifikation für die Weltmeisterschaft wurde Cano von Nationaltrainer László Kubala in das spanische Aufgebot berufen. Im ersten Gruppenspiel gegen Österreich bildete Cano gemeinsam mit Dani und Carles Rexach die Angriffsformation. Es blieb der einzige Einsatz dieses Sturmtrios während des Turniers. Nach der überraschenden 1:2-Niederlage setzte Trainer Kubala im weiteren Turnierverlauf auf die beiden Stürmer Juanito und Santillana. Trotz eines Unentschiedens und eines Sieges in den folgenden beiden Gruppenspielen schied Spanien als Gruppendritter bereits nach der Vorrunde aus.
Sein letztes von insgesamt zwölf Länderspielen, in denen er vier Tore erzielte, bestritt Cano am 26. September 1979 beim 1:1 in einem Freundschaftsspiel gegen Portugal.

## Erfolge
- Spanischer Meister: 1977